# Christophe Decarnin
Christophe Decarnin, né en 1964 au Touquet-Paris-Plage, est un styliste français.

## Biographie
Il quitte sa ville natale à l’âge de 17 ans en 1981 pour entamer ses études de stylisme à l'École supérieure des arts et techniques de la mode (Esmod), avant d’être recruté par Paco Rabanne, où il restera sept années à la direction artistique. Il quitte la direction artistique de la maison en 2000, et devient consultant pour le groupe Apostrophe et Georges Rech. Il y reste six ans. Son mélange permanent d'influences urbaines, additionné à son amour du chic lui apporte une originalité un brin punk/rock/trash qui ne l'éloigne pas pour autant du luxe et du raffinement.
En 2006, la maison Balmain, alors en perte de vitesse, embauche le créateur âgé de 42 ans seulement, pour le prêt-à-porter féminin, d'abord comme styliste. Il devient rapidement directeur artistique et multiplie par cinq le chiffre d'affaires de la maison de couture française, faisant de celle-ci une marque « audacieuse, ultra-sexy et ultra-chère ». La carrure Balmain, exagérée, est copiée partout. En quelques saisons, il réussit à redonner à la maison son aura du temps d’Oscar de la Renta ou de Karl Lagerfeld.
Le 3 mars 2011, il n'apparaît pas au défilé à Paris. Le quotidien de mode Women's Wear Daily annonce que le styliste était absent pour des raisons médicales, ayant été récemment hospitalisé pour dépression nerveuse ; le magazine américain Hint indique qu'il serait dans une clinique psychiatrique. Un mois plus tard, le 6 avril 2011, la maison Balmain annonce qu'elle se sépare de son directeur artistique.

## Pour approfondir